# Pithecellobium unguis-cati
Pithecellobium unguis-cati är en ärtväxtart som först beskrevs av Carl von Linné, och fick sitt nu gällande namn av George Bentham. Pithecellobium unguis-cati ingår i släktet Pithecellobium och familjen ärtväxter. Inga underarter finns listade i Catalogue of Life.